# CDH11
CDH11‏ (Cadherin 11) هوَ بروتين يُشَفر بواسطة جين CDH11 في الإنسان.

## الوظيفة
يشفر هذه الجين كادهيرين كلاسيكي من النوع الثاني من عائلة الكادهيرين، وهي بروتينات غشائية متكاملة تتوسط التصاق الخلايا بالخلايا المعتمدة على الكالسيوم. تتكون بروتينات الكادهيرين الناضجة من مجال خارج الخلية كبير من الطرف الأميني، ومجال واحد يمتد عبر الغشاء، ومجال سيتوبلازمي صغير محفوظ للغاية من الطرف الكربوكسيلي. يتم تعريف الكادهيرين من النوع الثاني (غير النمطي) على أساس افتقارها إلى تسلسل التعرف على التصاق الخلايا HAV الخاص بالكادهيرين من النوع الأول. يشير التعبير عن هذا الكادهيرين المعين في خطوط الخلايا العظمية، وزيادة تنظيمه أثناء التمايز، إلى وظيفة محددة في نمو العظام وصيانتها. يطلق على نظائر CDH-11 الثديية اسم كالسينتينين.

## الأهمية بالنسبة للسرطان
يجري التعبير عن CDH11 بشكل مفرط في 15% من سرطانات الثدي ويبدو أنه ضروري لتطور الورم في بعض أنواع السرطان الأخرى.

## تفاعلات الأدوية
يرتبط عقار سيليكوكسيب لعلاج التهاب المفاصل بـ CDH11.

## التفاعلات
أثبتت الدراسات أن CDH11 يتفاعل مع CDH2.